# Jewgienij Buszmanow
Jewgienij Aleksandrowicz Buszmanow (ros. Евгений Александрович Бушманов ur. 2 listopada 1971 w Tiumeni) – były rosyjski piłkarz występujący na pozycji środkowego obrońcy. Od 2010 roku jest trenerem FK Chimki.
Z Reprezentacją Rosji w której w latach 1996–2000 rozegrał 7 meczów wystąpił na Euro 2000.

## Sukcesy piłkarskie
- mistrzostwo Europy U-21 (1992) z reprezentacją ZSRR
- mistrzostwo Rosji (1992, 1998, 1999, 2000)
- zwycięstwo w pucharze Wspólnoty Niepodległych Państw (1992)